# Vourey
Vourey település Franciaországban, Isère megyében. Lakosainak száma 1694 fő (2022. január 1.). Vourey Charnècles, Moirans, Renage, Saint-Quentin-sur-Isère és Tullins községekkel határos.

## Népesség
A település népessége az elmúlt években az alábbi módon változott:
| Lakosok száma | 672  | 1033 | 1236 | 1640 | 1643 | 1711 | 1705 | 1700 | 1697 | 1694 |
|               | 1968 | 1982 | 1990 | 2006 | 2013 | 2015 | 2017 | 2019 | 2020 | 2022 |